# 1966 en Ontario
Chronologie de l'Ontario
- 1962
- 1963
- 1964
- 1965
- 1966
- 1967
- 1968
- 1969
- 1970

Cette page concerne les événements survenus en 1966 dans la province canadienne de l'Ontario.

## Politique
- Premier ministre :  John Robarts du parti progressiste-conservateur de l'Ontario.
- Chef de l'Opposition :
- Lieutenant-gouverneur :
- Législature :

## Naissances

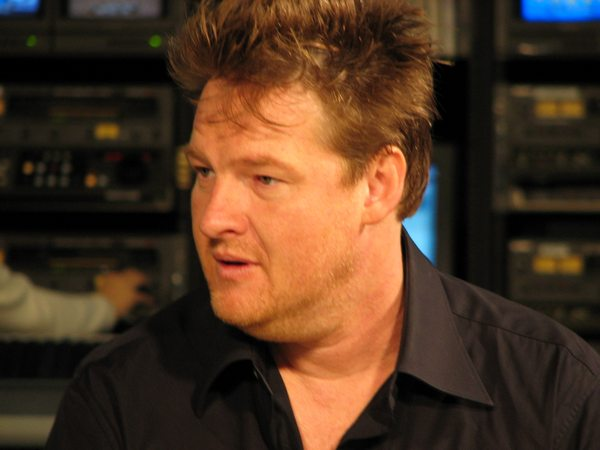
Donal Logue.

- 27 février : Donal Logue, né à Ottawa.
- 25 mars : Norman Jeffrey Healey, mieux connu sous le nom de Jeff Healey, chanteur-compositeur et guitariste de jazz, de blues et de rock. Il est décédé le 2 mars 2008[1].
- 10 avril : Rick Dykstra (Richard (Rick) Dykstra), né à Grimsby), homme politique canadien.
- 2 mai : Belinda Stronach, née à Newmarket, femme d'affaires et femme politique canadienne. Elle fut PDG de la compagnie Magna International et députée du Parti libéral du Canada (PLC) à la Chambre des communes du Canada.
- 23 mai : Gary Roberts, né à North York, joueur de hockey sur glace professionnel. Gary Roberts est également un ancien joueur de crosse.
- 30 juin : Peter Outerbridge, acteur né à Toronto,
- 27 juillet : Al Charron, né à Ottawa, ancien joueur de rugby à XV.
- 10 septembre : Joe Nieuwendyk (Joseph « Joe » Nieuwendyk), né à Oshawa, joueur professionnel canadien de hockey sur glace.

## Décès
- 26 avril : E. J. Pratt, poète (° 4 février 1882).
- 18 octobre : Elizabeth Arden, née à Woodbridge (Ontario), à l'origine de la société du même nom, spécialisée dans l'industrie cosmétique (° 31 décembre 1878).